# إليزابيث سكوت (أستاذة جامعية)
إليزابيث سكوت (بالإنجليزية: Elizabeth Scott)‏ هي عالمة فلك ورياضياتية أمريكية، ولدت في 23 نوفمبر 1917 في فورت سيل ‏ في الولايات المتحدة، وتوفيت في 20 ديسمبر 1988 في بيركيلي في الولايات المتحدة.